# 조선은행
조선은행(일본어: 朝鮮銀行 조센 긴코[*], 영어: The Bank of Chosen)은 일본 제국이 1911년에 《조선은행법》에 따라 설립한 정부계 특수 은행이다. 약칭은 조은(朝銀), 선은(鮮銀)이다. 조선은행은 일본의 중앙은행인 일본은행을 보조하는 대표적인 식민지 금융기구로, 일반 상업은행 업무도 겸하면서 조선인 일반은행이 성장하는 것을 차단하였다. 또, 조선은행권 발행으로 조선에서 식민 통치 비용을 조달하고 일제의 대륙 침략 정책 수행을 위한 도구로 이용했다.

## 설립 배경
일본 제국은 1905년부터 한국에서 화폐정리사업을 실시하면서, 개항 직후 한국에 진출해 있던 일본의 상업은행인 제일은행 조선지점으로 하여금 화폐 발행과 국고 관리 등의 중앙은행 역할을 겸하도록 했다. 이후 제일은행 조선지점을 대체할 한국 중앙은행의 창설이 1907년부터 통감부와 일본 대장성에 의하여 검토되기 시작하였고, 발권력에 의한 재정자금의 조달과 일본은행권의 한국 통용에 따른 경제적 동요를 이유로 중앙은행 창설안이 확정되었다. 1909년 7월에 공포된 '한국은행조례'에 따라 한국정부 30%, 일본인의 68%의 출자로 자본금 1,000만원의 주식회사 한국은행(韓國銀行)이 같은 해 11월에 설립되었다. 이 은행은 제일은행 조선지점의 업무, 권리·의무, 점포와 직원을 거의 대부분 승계하였고, 총재 등 중역은 모두 일본인이었다. 1909년 11월부터 영업을 시작한 한국은행은 1엔, 5엔, 10엔의 한국은행권 발행을 시작했다. 이 은행은 1910년 8월, 대한제국 정부가 일본 제국에 의해 병합됨에 따라 1911년 3월 공포된 '조선은행법'에 따라 조선총독부 산하의 조선은행으로서 재출범했다.

## 업무

### 발권은행으로서의 역할
일본은행권과 1 대 1로 교환되는 법화인 은행권을 발행하는 식민지 발권은행으로서의 역할을 담당했다. 그래서, 이 은행은 일본은행권과 금·은 지금으로 구성되는 정화준비를 발행액의 1/3 이상 보유했지만, 그밖의 발행액을 일본이 지정하는 지폐발행 한도에 따라 조정함으로써 은행권 전체 발행액은 1911년말 2500만 원에서 1945년 3월에는 35억 7400만 원으로 증가되었다.

### 엔 블록의 첨병 역할
엔 블록의 확장화에 첨병 역할을 수행했다. 조선은행권은 만주·시베리아·중국 화북에서도 일본은행권 대신 이 은행의 지점을 통해 공급되어 통용되었다. 일본은 이 지역에서 조선은행권의 통용을 배경으로 1935년 만주중앙은행을, 1938년에는 중국연합준비은행을 각각 설립하여 조선은행에 예치한 예금을 준비금으로 하여 엔화의 1 대 1로 교환이 가능한 새로운 식민지 은행권을 발행·유통시킴으로써 엔 블록의 확장에서 조선은행이 중추적인 역할을 수행하도록 했다.

### 상업은행으로서의 역할
일본·조선·만주·중국 간의 환거래를 담당하는 것과 더불어 이 지역에서 예금과 대출을 담당함으로써 상업·무역 은행으로서의 역할을 수행했다. 조선에서만 1911년 900만 원을, 1944년에는 7억 5,600만 원을 대출했는데, 그동안에 상업대출은 60~70%를 차지했다. 또한, 예금액은 1911년 600만 원에서 1944년 5억 8,300만 원으로 증가되는 등 상업은행 업무를 확장해 왔으나, 일본은행과는 달리 다른 은행과 대출과 예금에서 경쟁적인 위치에 있었다.

### 해외은행으로서의 역할
일본·만주·중국에서 일반은행으로서 영업을 확장하여 일본자본의 대외투자를 촉진했다. 즉 1910년 중반부터 일본과 만주에서 대출을 확대하면서 일본의 대 중국 차관에도 참가하여 전체대출의 50% 이상을 이 지역에 할당했다. 1924년말 대출액은 조선 8,000만 원, 일본 17억 5,000만 원, 만주 12억 5,000만 원에 이르렀다.

### 재정 및 전비자금의 지원
창립 당시 '조선사업공채'를 인수한 이래 국·공채를 인수함으로써 재정자금의 조달을 지원했다. 특히 중일전쟁을 계기로 '중국연합준비은행'과 예금협정을 맺고 군사비 송금을 취급함으로써 확보된 거액의 자금으로 1945년 3월에는 30억 4,000만 원에 이르는 국채를 인수했다. 이와 함께 증대된 발행한도를 이용하여 화폐발행액과 대출액을 급속히 증대했다. 1936년 화폐발행액 2억 1,000만 원, 조선 내 대출액 2억 원, 중국 내 대출액 1,000만 원이었으나 1945년 3월 화폐발행액 35억 7,000만 원, 조선 내 대출액 11억 4,000만 원, 중국 내 대출액 13억 9,000만 원이었다. 이와 같이 조선은행은 중일전쟁을 계기로 전비조달기관으로 변모하면서 통화증발을 감행했다.

## 지역분포 및 확장

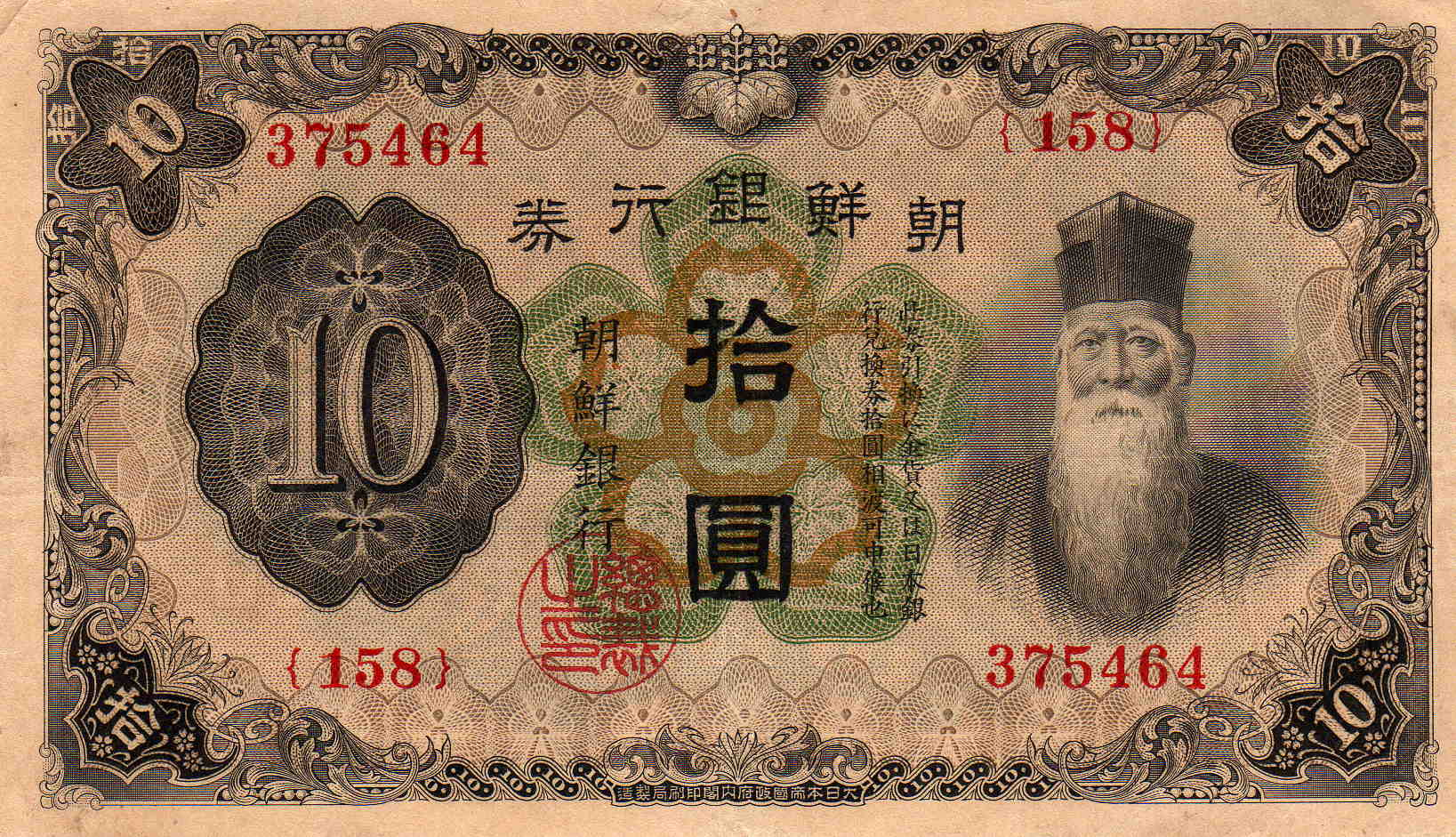
조선은행 10엔권 화폐.(1932년 발행)

창립 당시에는 경성부에 본점을 두고 조선에 7개의 점포와 340명의 직원을 둔 자본금 1,000만 원의 은행에 불과했으나, 영업을 만주·일본·시베리아·중국에까지 확장함으로써 1920년에는 조선에 10개, 만주에 17개, 일본에 4개, 시베리아에 3개의 점포와 1,914명의 직원을 둔 자본금 8,000만 원의 은행으로 성장했다. 이후 1936년 만주흥업은행에 20개 점포를 양도했음에도 불구하고 1943년 말 조선에 17개, 만주에 4개, 일본에 8개, 중국에 39개의 점포를 두었으며, 1944년 말 조선에 1209명, 일본에 30명, 만주에 183명, 중국에 1074명의 직원을 두었다. 이와 같이 방대한 점포와 인력을 확보한 조선은행은 일본 금융의 대륙진출에 첨병 역할을 수행했다.

## 일제 패망 후
조선은행은 1945년 일제가 제2차 세계 대전에서 항복한 후 북위 38도 이북 지역과 한반도 외에 소재한 점포를 상실하여 8개의 지점만이 남아있었다. 이후 한국은행이 설립되기 전까지 북위 38도 이남 지역에서 대한민국의 중앙은행 및 상업은행으로서의 업무를 계속 수행하다가, 법률 제138호 「한국은행법」에 따라 1950년 6월 12일에 설립된 현재의 한국은행으로 대체되었다.

## 같이 보기
- 한국은행 (대한제국)
- 한국은행

## 참고자료
- 《문답으로 읽는 20세기 한국경제사》, 정태헌 저. 역사문제연구소 기획. 역사비평사